# كوروني
كوروني (Κορώνη) هي مدينة في ميسينيا في مقاطعة كينتريكي إلادا وسط اليونان.